# Ooku - Le stanze proibite
Ooku - Le stanze proibite (大奥?, Ōoku) è un manga scritto e disegnato da Fumi Yoshinaga. La trama segue una storia alternativa del Giappone medioevale, in cui una malattia sconosciuta uccide la maggior parte della popolazione maschile, portando così col tempo ad una società matriarcale in cui l'Ōoku (大奥? lett. "grandi interni"), l'harem personale degli shōgun, è ormai composto esclusivamente da uomini contestualmente alla nuova società giapponese tutta al femminile.
Serializzato dal 28 giugno 2004 al 28 dicembre 2020 sulla rivista Melody di Hakusensha e contemporaneamente raccolto in volumi tankōbon, il manga è stato adattato in una pellicola cinematografica, Ōoku, nel 2010, in un dorama stagionale intitolato Ōoku~tanjou e in un secondo film nel 2012. L'edizione italiana del fumetto è stata curata da Planet Manga, etichetta di Panini Comics, che ne ha pubblicato la serie dal 20 settembre 2012 al 17 febbraio 2022.
Un adattamento anime è stato prodotto dallo Studio Deen con regia di Noriyuki Abe ed è stato distribuito in anteprima mondiale su Netflix il 29 giugno 2023.

## Trama
In un periodo temporale alternativo della storia giapponese feudale, uno stranissimo e misterioso morbo che colpisce esclusivamente la popolazione maschile ha causato una massiccia riduzione degli uomini in tutto il paese, tanto che le donne devono cominciare ad occuparsi anche dei lavori più eminentemente maschili.  La struttura sociale cambia in tal maniera radicalmente; dopo 80 anni dal focolaio iniziale il rapporto uomo-donna è di 1/4.
Il Giappone è diventato dunque una società del tutto matriarcale, con le donne che ricoprono ormai le cariche politiche più importanti e gli uomini che sono perlopiù ridotti al ruolo di semplici consorti. Solo una delle donne più potenti, a capo dello shogunato Tokugawa, può permettersi un intero harem di uomini belli e improduttivi, l'ooku.

## Media

### Manga
Il manga, scritto e disegnato da Fumi Yoshinaga, è stato serializzato dal 28 giugno 2004 al 28 dicembre 2020 sulla rivista Melody edita da Hakusensha. I vari capitoli sono stati raccolti in diciannove volumi tankōbon pubblicati dal 4 ottobre 2005 al 26 febbraio 2021.
In Italia la serie è stata pubblicata da Panini Comics sotto l'etichetta Planet Manga dal 20 settembre 2012 al 17 febbraio 2022.

#### Volumi
| Nº | Data di prima pubblicazione | Data di prima pubblicazione | Data di prima pubblicazione | Data di prima pubblicazione |
| Nº | Giapponese                  | Giapponese                  | Italiano                    | Italiano                    |
| -- | --------------------------- | --------------------------- | --------------------------- | --------------------------- |
| 1  | 4 ottobre 2005              | ISBN 4-59-214301-9          | 22 settembre 2012           | ISBN 978-88-6304-172-9      |
| 2  | 4 dicembre 2006             | ISBN 4-59-214302-7          | 20 ottobre 2012             | ISBN 978-88-6304-269-6      |
| 3  | 25 dicembre 2007            | ISBN 978-4-592-14303-1      | 30 novembre 2012            | ISBN 978-88-6304-270-2      |
| 4  | 24 dicembre 2008            | ISBN 978-4-592-14304-8      | 22 dicembre 2012            | ISBN 978-88-6304-271-9      |
| 5  | 5 ottobre 2009              | ISBN 978-4-592-14305-5      | 26 gennaio 2013             | ISBN 978-88-6304-414-0      |
| 6  | 28 agosto 2010              | ISBN 978-4-592-14306-2      | 28 febbraio 2013            | ISBN 978-88-6304-441-6      |
| 7  | 28 giugno 2011              | ISBN 978-4-592-14307-9      | 23 marzo 2013               | ISBN 978-88-6304-677-9      |
| 8  | 28 settembre 2012           | ISBN 978-4-592-14308-6      | 30 aprile 2013              | ISBN 978-88-6304-678-6      |
| 9  | 3 dicembre 2012             | ISBN 978-4-592-14309-3      | 25 maggio 2013              | ISBN 978-88-912-5034-6      |
| 10 | 28 ottobre 2013             | ISBN 978-4-592-14310-9      | 10 maggio 2014              | ISBN 978-88-912-5402-3      |
| 11 | 28 agosto 2014              | ISBN 978-4-592-14545-5      | 25 luglio 2015              | ISBN 978-88-912-5929-5      |
| 12 | 26 giugno 2015              | ISBN 978-4-592-14546-2      | 23 giugno 2016              | ISBN 978-88-912-6221-9      |
| 13 | 28 aprile 2016              | ISBN 978-4-592-14547-9      | 26 gennaio 2017             | ISBN 978-88-912-6440-4      |
| 14 | 28 febbraio 2017            | ISBN 978-4-592-14548-6      | 28 settembre 2017           | ISBN 978-88-912-6686-6      |
| 15 | 28 dicembre 2017            | ISBN 978-4-592-14549-3      | 30 agosto 2018              | ISBN 978-88-912-6993-5      |
| 16 | 29 ottobre 2018             | ISBN 978-4-592-16276-6      | 23 maggio 2019              | ISBN 978-88-912-8812-7      |
| 17 | 28 agosto 2019              | ISBN 978-4-592-16277-3      | 7 maggio 2020               | ISBN 978-88-912-9346-6      |
| 18 | 26 giugno 2020              | ISBN 978-4-592-16278-0      | 18 marzo 2021               | ISBN 978-88-912-9871-3      |
| 19 | 26 febbraio 2021            | ISBN 978-4-592-16279-7      | 17 febbraio 2022            | ISBN 978-88-287-6537-0      |

### Live action
Il manga è stato adattato in una pellicola cinematografica live action intitolata Ōoku e uscita nelle sale nipponiche il 1º ottobre 2010.
Successivamente è stato anche un dorama televisivo diretto da Fuminori Kaneko, sceneggiato da Minako Kamiyama e trasmesso dall'ottobre al dicembre 2012 sempre in Giappone.
Un secondo film, intitolato Ōoku~tanjou, diretto dal medesimo cast della serie televisiva, è stato proiettato il 22 dicembre 2012 solo in madre patria.

#### Cast del dorama
- Masato Sakai - Madenokouji Arikoto
- Mikako Tabe - Tokugawa Iemitsu
- Kōki Tanaka - come Gyokuei
- Hiroyuki Hirayama - Inaba Masakatsu
- Nao Minamisawa - come Yuki
- Toshinori Omi - Murase Masasuke
- Yasunori Danta - Matsudaira Nobutsuna
- Takashi Naito - Sawamura Denemon
- Yumi Aso - Kasuga no Tsubone
- Masahiro Kobori - Heyago
- Aoi Yoshikura - Yotsuba (ep1)
- Atom Shukugawa - Katsuta Yorihide (ep. 2-8)

## Premi e riconoscimenti
L'opera ha vinto il premio all'eccellenza al Japan Media Arts Festival del 2006, è stato nominato per il Manga Taishō nel 2008 e tre volte per il Premio culturale Osamu Tezuka, dal 2007 al 2009, vincendo il Grand Prize in quest'ultima edizione.